# El increíble profesor Zovek
El increíble profesor Zovek es una película de aventura, acción, suspenso, terror y ciencia ficción mexicana de 1972, escrita y dirigida por René Cardona y protagonizada por Zovek, Germán Valdés «Tin-Tan», Teresa Velázquez y Nubia Martí. Ésta es la primera película en la que aparece Zovek ante las cámaras y empieza su fama como telépata, hipnólogo, practicante de artes marciales y especialista en actos de escapismo.

## Trama
La película empieza cuando Zovek se encuentra en un lugar desértico donde estaba practicando la meditación. De repente, un avión se estrella contra el suelo: Zovek percibe ese suceso gracias a sus poderes extrasensoriales, y sabe que el número de muertos en un accidente aéreo no siempre se corresponde con la cifra oficial. Al investigar el asunto, descubre que detrás de este inexplicable suceso se encuentra el siniestro Dr. Leonardo Druso, un científico que busca nada menos que conquistar el mundo mediante sus experimentos de transmisión del pensamiento.
Zovek descubre a unas personas que son sospechosas, y decide seguirlas en todo momento para saber qué traman hacer.
Al final, Zovek logra rescatar a sus amigos después de haber sido hecho prisionero. El laboratorio queda destruido y los enanos escapan junto con el zombi. Zovek es perseguido por éste y se enfrentan en el sótano de una iglesia en ruinas.

## Elenco
- Zovek
- Germán Valdés «Tin-Tan» como Chalo
- Teresa Velázquez
- José Gálvez como Dr. Leobardo Druso
- Nubia Martí como Virginia
- Yerye Beirute
- Arturo Silva
- René Barrera
- Juan José Martínez Casado
- Gloria Chávez
- Henry Trim
- María Cardinal